# Дервіз Павло Григорович фон

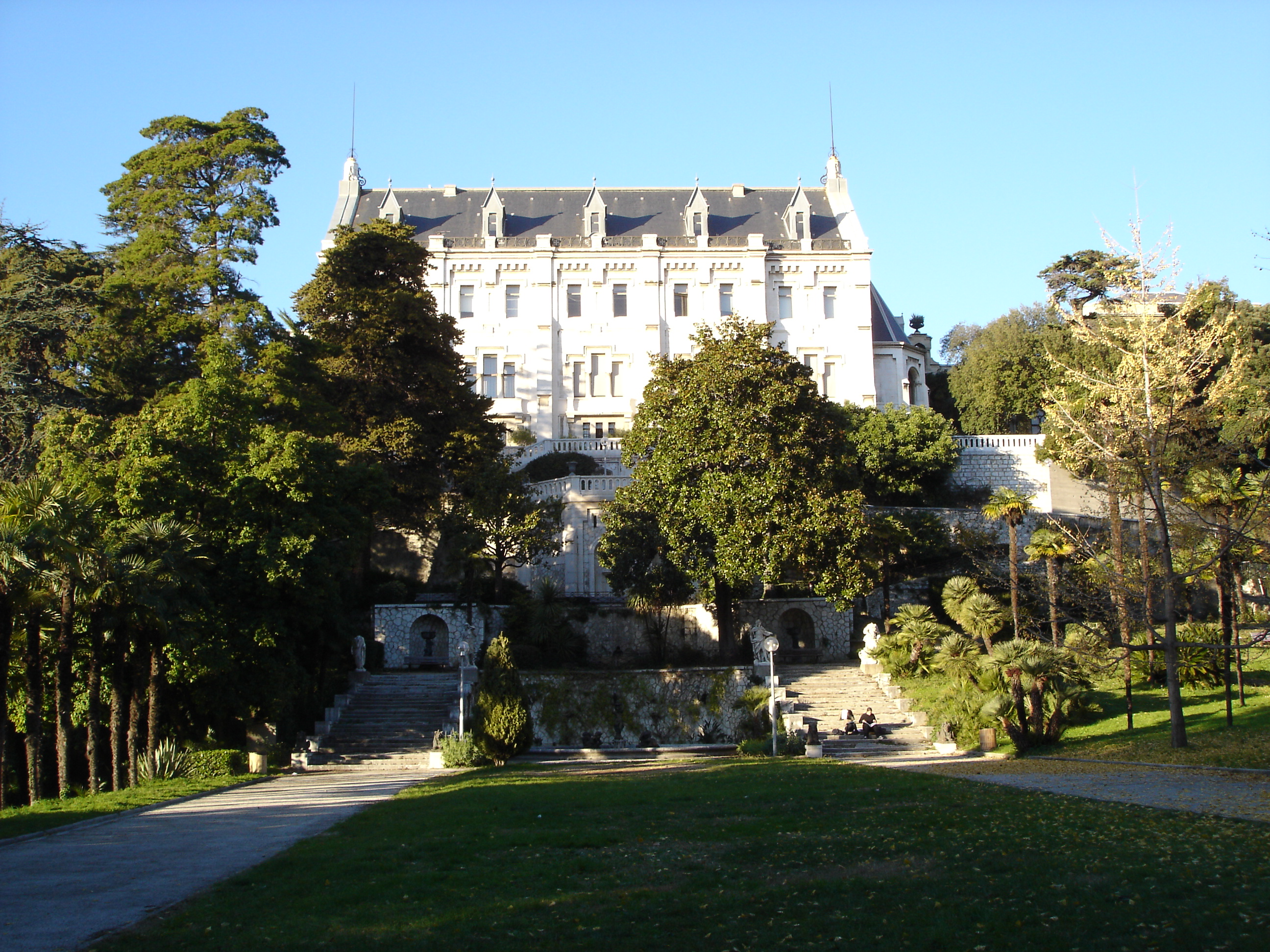
Ніцца. Вілла «Вальроз» Павла фон Дервіза.

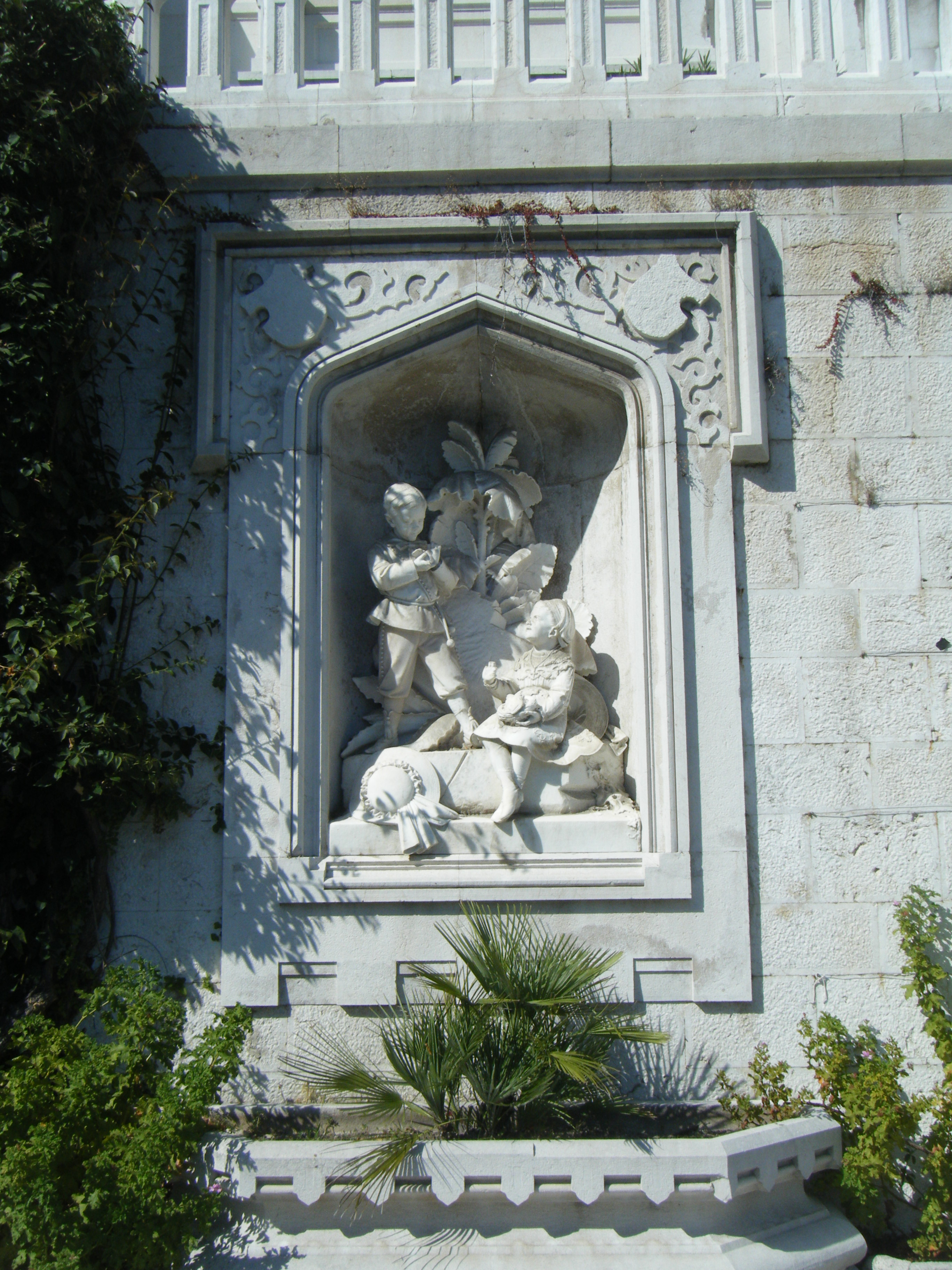
Пам'ятник дітям Павла фон Дервіза - Павлові, Вірі та Сергієві.

Павло́ Григо́рович фон Дерві́з (рос. Павел Григорьевич фон Дервиз; нар. 30 січня (11 лютого) 1826, Лебедянь, Тамбовська губернія, Російська імперія — пом. 2 (14) червня 1881, Бонн, Пруссія) — російський підприємець, композитор і благодійник.

## Біографія
Павло фон Дервіз народився в сім'ї Григорія Івановича фон Дервіза, статського радника, директора Гатчинського сирітського інституту, й Варвари Миколаївни фон Дервіз (з дому Макеєва). Дервізи (точніше, фон дер Візе) — російський дворянський рід, що походить із Гамбурґа, де Генріх Дітріх Візе був старший бургомістр. Його нащадок Іоанн Адольф служив у Швеції, потім був у Петербурзі юстиц-радником ґольштинської служби у Петра III. Там став дворянином Римської імперії й дістав право на частку «фон дер». Його син Іван Іванович (помер в 1806 р.) був генерал-майор. Онук Григорій Іванович — це батько Павла Григоровича фон Дервіза. Рід Дервізів записано в II частині Родовідної книги Костромської губернії (Гербівник, XIII, 90)
Павло фон Дервіз вчився в Петербурзі, в англійському пансіоні Гірста. 1847 року з золотою медаллю закінчив Петербурзьке училище правознавства і став служити в Сенаті, в департаменті герольдії. З 1850 він колезький асесор, з 1852 — судовий радник, а 1855-го, під час Кримської війни, призначений на інтендантську службу у військовому відомстві — у провіантському департаменті. У 1857 демобілізувався в чині статського радника (дійсним статським радником він став у 1866) й звільнився з державної служби.
Маючи хист до музики, він міг вибирати між кар'єрою піаніста і підприємця. 1859 року, на запрошення Анненкова, фон Дервіз став секретарем Товариства Московсько-Саратовської залізниці, заснованого ще 1856 року. Будівництво цієї колії йшло повільно, бракувало коштів, отож довелося ухвалити рішення — вести її не до Саратова, а тільки до Рязані, й на початку 1863 року перейменувати компанію на Товариство Московсько-Рязанської залізниці.
Фон Дервіз запропонував новий спосіб провадження робіт: договір (концесія) між підприємцем і державою передбачає, що підприємець складає кошторис підряду на будівництво, на цю суму виходять акції та гарантовані урядом облігації. Якийсь обумовлений договором час підприємець разом із компаньйонами має право експлуатувати збудовану залізницю, а тоді повинен передати її державі. Акціями на свій розсуд розпоряджається компанія чи товариство. Облігації продаються за кордоном, де їх завдяки дешевизні охоче купують, а тим самим інвестують валюту в будівництво.
Отож у 1863 фон Дервіза призначають головою ради правління цього товариства. 12 березня 1865, коли вже була збудована лінія Москва — Рязань, він одержав концесію на побудову залізниці Рязань — Козлов, тут же заснував і очолив Товариство Рязансько-Козловської залізниці й призначив головним виконавцем підряду Карла фон Мекка. Щоб залучити капітал, розмістив облігації на німецьких біржах.
Цю залізницю (відрізок Коломна — Рязань) добротно й дуже швидко спорудили з березня 1865 по вересень 1866 року, причому завдяки якісному обладнанню й добрій організації праці собівартість прокладення однієї версти колії становила 49874 рублі проти встановлених державою 64650 рублів.
1866 року фон Дервіз разом з фон Мекком та князем С. А. Долгоруким узяв концесію на спорудження Курсько-Київської залізниці. Її будівництво закінчено в грудні 1868. Ці дві лінії (особливо друга) у технічному та експлуатаційному плані вирізнялися на тлі інших, а діяльність фон Дервіза була першим у Росії прикладом застосування приватної ініціативи в залізничній справі.
За короткий час фон Дервіз став мільйонером завдяки рентабельності концесій й можливості гнучко маніпулювати акціями. Фінансування він здобував завдяки гарантованій урядом вигоді капіталовкладників — як російських, так і закордонних громадян. У цій справі допомагало також уміння фон Дервіза налагоджувати стосунки і його знання англійської, французької та німецької мов.
Така успішна діяльність викликала пожвавлення на біржах у Західній Європі, а в Росії — «концесійну лихоманку» 1862–1872 років. Почалася конкуренція, і фон Дервізу не вдалося домогтися концесії на будівництво залізниці від Козлова до Воронежа.
Здобуті капітали він волів вкладати в нерухомість. У Росії придбав маєток площею понад 3000 гектарів у Старожилові, недалеко від Пронська, будинок у Петербурзі. Мав також нерухомість за кордоном.
У 1868 році фон Дервіз переселився за кордон. Це викликано не тільки невдачею в підприємницькій діяльності, але й тим, що його діти — Володимир і Варвара — хворіли на туберкульоз кісток і треба було змінити клімат. Влітку родина мешкала у своєму замку Тревано поблизу Луґано, а взимку в Ніцці, у віллі «Вальроз». Павло фон Дервіз спорудив її й заклав парк, купивши на початку 1867 року 11 гектарів землі біля узбережжя. За спогадами мемуаристки Павла фон Дервіза — Олени Дягілевої, на закладному камені цієї вілли написано: «Я росіянин, народився в Росії, люблю Росію й не знайшов би ніякої потреби влаштовуватися десь у якомусь іншому місці, якби не перебував у винятковому становищі через стан здоров'я моїх дітей».
«Вальроз» стала осередком культурного життя росіян, що взимку відпочивали на Лазурному березі, тут часто давались обіди й відбувалися концерти.
У 1872-му від туберкульозу помер найстарший син Павла фон Дервіза Володимир. На початку червня 1881 року 16-тилітньою померла дочка Варвара: вона травмувалась, упавши з коня на прогулянці у Тревано. Під час перевезення тіла до Росії 14 червня 1881 року Павло фон Дервіз дістав інсульт у Бонні — смерть настала миттєво.
Віра фон Дервіз поховала чоловіка і дочку біля Троїцької церкви, на території лікарні святого Володимира в Москві. Ці дві установи збудовано (1876 і 1883 року відповідно) коштом родини Дервізів. За радянських часів лікарню перейменували на Русаковську, церкву переобладнали й невідомо куди поділи останки цих похованих. У 1991 році лікарні повернуто колишню назву, а в 1995-му Троїцьку церкву знову освячено.

## Творчість
Павло фон Дервіз дописував до газет. Відомі дві статті про Московсько-Рязанську залізницю («Биржевыя Вѣдомости», 1864, № 95 і «Московскія Вѣдомости», 1864, № 276), а також посмертно опублікована стаття «Одна з передсмертних записок» («Русская Старина», 1885, кн. 6).
Фон Дервіз був великий любитель музики. Колись, ще студентом училища, давав уроки гри на фортепіано, щоб частково оплатити своє навчання. У Ніцці мав свій оркестр — переважно з німецьких та французьких музикантів. У 1870—1881 роках у віллі «Вальроз» регулярно відбувалися концерти та сольні виступи таких відомих виконавців, як скрипалі Йозеф Йоахім і Сезар Томсон, піаніст Франсіс Планте й співачка Аделіна Патті.
Він написав оперу «Княгиня Ласкарідська», скомпонував один із варіантів музичного супроводу до пісні «Вечірній дзвін» (Вечерний звон) на слова Івана Козлова, створив романси «У важку хвилину життя» (В минуту жизни трудную) на слова Михайла Лермонтова, «Не питай мене, чому смутною думою» (Не спрашивай меня, зачем унылой думой) на слова Олександра Пушкіна. Були в його доробку також інструментальні п'єси. Фон Дервіз належав до числа членів Імператорського російського музичного товариства й Імператорського товариства любителів природознавства, антропології і етнографії.

## Благодійність

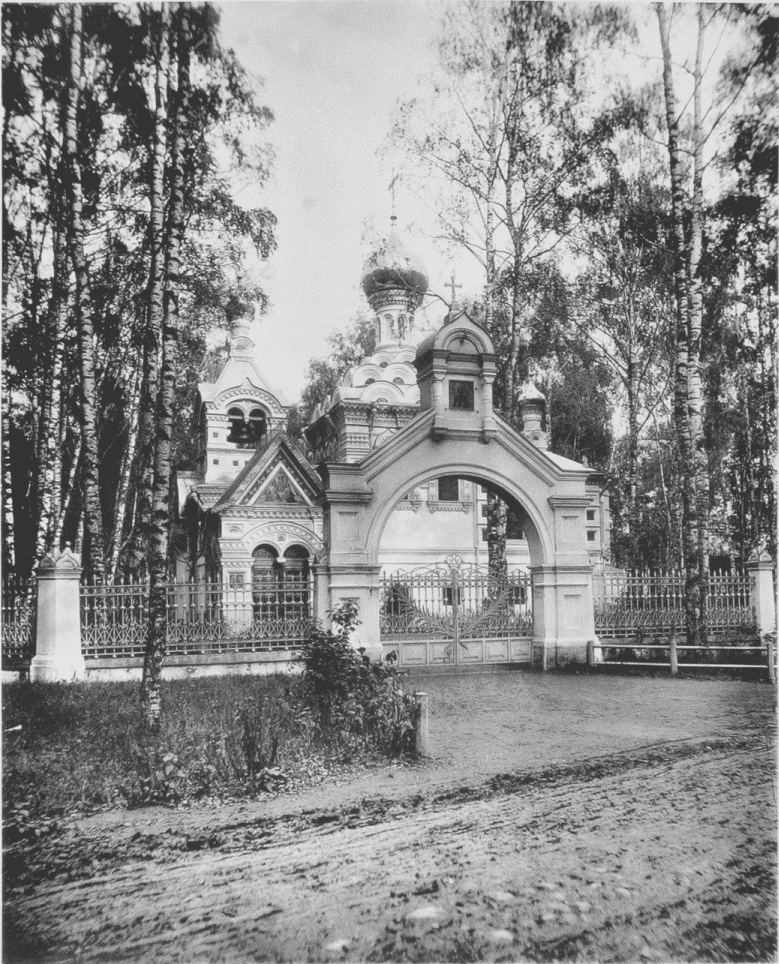
Троїцька церква на подвір'ї Володимирської дитячої лікарні в Москві. 1883 рік.

Павло фон Дервіз брав участь у соціальних та доброчинних проектах, був опікуном Охтинського механіко-технічного училища в Санкт-Петербурзі та Рязанської чоловічої гімназії. Оселившись у Ніцці, він збудував початкову школу, яка діє й досі.
1872 року Павло фон Дервіз, втративши сина Володимира, листовно звернувся до московського генерал-губернатора, князя Володимира Долгорукова з проханням про дозвіл побудувати своїм коштом (400 тисяч рублів) у Сокольниках дитячу лікарню. Діставши дозвіл, філантроп поставив три умови. По-перше, назвати лікарню іменем святого Володимира. По-друге, підтримувати в ній зразковий порядок і забезпечувати її новітнім медичним обладнанням. По-третє, в лікарні завжди має бути сто безплатних місць для сиріт і дітей із бідних родин.
Спорудження Володимирської дитячої лікарні тривало з 1874 по 1876 рік. Кошторисна сума будови і облаштування становила 399 142 рублі.
Жителі Ніцци прозвали фон Дервіза за його велике багатство і щедрість «російським Монте-Крісто». На його честь названо одну з міських вулиць (avenue Von-Derwies), кафе (Le Von Derwies Kafé) і початкову школу. Вілла «Вальроз» належить Університету Ніцци.